# Discografia degli Annihilator

## Album in studio
- 1989 – Alice in Hell
- 1990 – Never, Neverland
- 1993 – Set the World on Fire
- 1994 – King of the Kill
- 1996 – Refresh the Demon
- 1997 – Remains
- 1999 – Criteria for a Black Widow
- 2001 – Carnival Diablos
- 2002 – Waking the Fury
- 2004 – All for You
- 2005 – Schizo Deluxe
- 2007 – Metal
- 2010 – Annihilator
- 2013 – Feast
- 2015 – Suicide Society
- 2017 – For the Demented
- 2020 – Ballistic, Sadistic

## Album dal vivo
- 1996 – In Command (Live 1989–1990)
- 2003 – Double Live Annihilation
- 2009 – Live at Masters of Rock

## Raccolte
- 1994 – Bag of Tricks
- 2004 – The Best of Annihilator
- 2010 – Total Annihilation

## Extended play
- 1991 – Stonewall
- 2004 – The One

## Singoli
- 1993 – Phoenix Rising
- 1993 – Set the World on Fire

## Album video
- 2006 - Ten Years in Hell
- 2009 - Live at Masters of Rock